# Anthony Leiato
Anthony Leiato, född 26 augusti 1965, är en amerikansk samoansk friidrottare. Han deltog vid olympiska sommarspelen 1996.